# Rhipidura personata
Rhipidura personata là một loài chim trong họ Rhipiduridae.